# Paulo Wanchope
Paulo César Wanchope Watson (né le 31 juillet 1976 à Heredia) est un footballeur costaricien, reconverti en entraîneur. Il est surnommé Chope qui est un diminutif de son premier nom de famille. Lors de la Copa América 2001 où Paulo César fut le deuxième meilleur buteur du tournoi avec 5 buts en 4 matchs disputés, la presse colombienne le surnomma La Cobra à cause de sa rapidité et de son agressivité.

## Carrière
Ancien attaquant du CS Herediano. Sa fiche de joueur fut vendue au Derby County FC par la somme de £600 000. Wanchope a longtemps joué en Angleterre mais fut trop inconstant. 
Il est, derrière Rolando Fonseca, le second meilleur buteur de l'histoire de la sélection costaricienne avec 45 buts en 73 matchs. Il est considéré comme une légende vivante dans son pays.
Après le succès de la Coupe du monde du Brésil de 2014, où la sélection costaricaine fut dirigée par l'entraîneur colombien Jorge Luis Pinto, Paulo César Wanchope devint entraîneur intérim, à la suite de la destitution du Colombien du poste d'entraîneur de la « Sele ». Le samedi 31 janvier 2015 la Fedefútbol désigne Paulo Wanchope comme le nouvel entraîneur de la sélection nationale de football du Costa Rica. Il démissionne de son poste de sélectionneur le 12 août à la suite d'une altercation avec un spectateur durant un match de la sélection costaricaine U23.

## Palmarès
- Meilleur buteur de la Gold Cup 1998 (4 buts).
- International costaricien (73 sélections, 45 buts) depuis le 2 octobre 1996 : Venezuela 2 - 0 Costa Rica[3].